# ABCC9
ABCC9 es el gen que codifica para el receptor de sulfonilurea2 (SUR2), un tipo de transportador ABC, también conocido como miembro 9 de la subfamilia C de ABC (proteína ABCC9). Existen dos isoformas de ABCC9 (SUR2), SUR2A y SUR2B.

## Canales de KATP
Los genes ABCC9 forman los canales de KATP canónicos. Son complejos octaméricos cuyo poro está constituido por un tetrámero de subunidades de Kir6.2, que se asocian externamente con miembros de proteínas transmembrana de transportadores ABC (ATP binding cassette), tanto ABCC8 y ABCC9, formando otro tetrámero. Las proteínas Kir6 son codificadas por los genes KCNJ8 y KCNJ11 mientras que las subunidades de ABC por los genes SUR1 y SUR2. Los genes de Kir6 y ABCC9 se sitúan en el cromosoma 12p12.1 adyacentes uno al otros. Por cristalografía se ha demostrado que las subunidades Kir6 forman hélices transmembrana con un bucle extracelular que controla el paso iónico, mientras que los miembros de la familia ABC son dominios de seis hélices transmembrana. Su dominio del extremo N-terminal constituye otras seis hélices transmembrana adicionales.

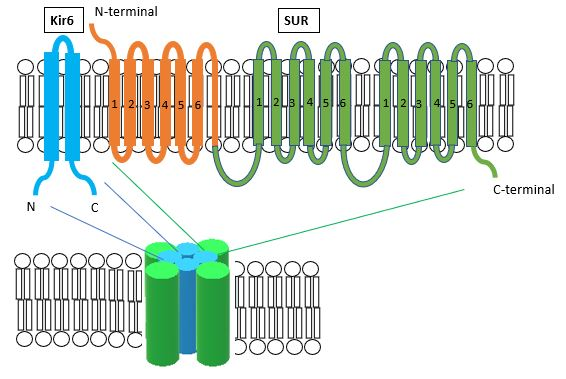
Canales de KATP. Están formados por cuatro subunidades de la proteína Kir6 (azul), rodeados externamente por un tetrámero de proteínas SUR (verde), que forman el poro del canal. Las proteínas SUR2 (ABCC9), presentan dominios de seis hélices transmembrana.

## Localización
ABCC9 forma parte de las membranas de cardiomiocitos, células del músculo esquelético y células del músculo liso de la vasculatura de diferentes órganos.

## Función
ABCC9 forma parte de un canal de potasio dependiente de ATP (KATP). Es responsable de la entrada de potasio en el interior celular, a partir de gasto de energía en forma de ATP y es el principal encargado de proporcionar K+ a la célula durante el reposo. Es sensor metabólico de situaciones de estrése hipoxia. En situaciones de estrés, donde la hidrólisis de ATP es mayor, el ABCC9 se une a ADP, impidiendo así el transporte de K+ y produciendo una distorsión del acoplamiento eléctrico. Pueden desempeñar una función cardíaca y mitocondrial.

### Función cardíaca y vascular
En humanos los canales KATP de Kir6 y ABCC9 forma parte del sarcolema tanto de los miocitos de las aurículas como los ventrículos. Además, se han detectado en los sistemas de conducción cardiaca como los nodos generadores de impulsos cardíacos. En condiciones normales estos canales se encuentran cerrados y no contribuyen a la excitación cardiaca. Sin embargo, los canales pueden abrirse cuando se someten a situaciones de estrés como isquemia y anoxia.
En vasculatura los canales de K+ contribuyen a la despolarización seguida de la apertura de canales de Ca2+ dependientes de voltaje, con la consiguiente contracción. Sin embargo, también puede favorecer la hiperpolarización de la membrana disminuyendo la apertura de los canales de Ca2+ dependientes de voltaje, favoreciendo la vasodilatación y liberación de agentes vasoactivos.

### Significancia clínica
Se han detectado diferentes mutaciones en el gen de ABCC9 que están asociadas a enfermedades cardiovasculares. Por ejemplo, mutaciones en el exón 38 del dominio C-terminal de SUR2A se asocian a cardiomiopatía dilatada idiopática. Análisis in vitro de ABCC9 mutados indican ciclo metabólico retrasado y un transporte más lento de potasio.
Se han encontrado mutaciones en ABCC9 en individuos diagnosticados del síndrome de Cantu, caracterizada por anormalidades esqueléticas, hipertricosis, anormalidades en las extremidades y cardiomegalia. Dichas mutaciones eran responsables de la formación de canales con sensibilidad reducida a la inhibición por ATP.
Alteraciones en la función del canal de K+ conducen a una predisposición de daño de miocardio, desventaja de supervivencia bajo estrés y una pérdida de respuestas de protección cardiaca frente a isquemia. Mediante un estudio de asociación del genoma completo se mostró la existencia de polimorfismos en ciertos loci que afectan a la expresión los genes de ABCC9, asociados con riesgo de fibrilación auricular.